# ロッテンブーフ
ロッテンブーフ (ドイツ語: Rottenbuch) は、ドイツ連邦共和国バイエルン州オーバーバイエルン行政管区のヴァイルハイム＝ショーンガウ郡に属す町村（以下、本項では便宜上「町」と記述する）で、ロッテンブーフ行政共同体の本部所在地である。

## 地理
ロッテンブーフはオーバーラント地方に位置する。

### 自治体の構成
この町は、公式には 24の地区 (Ort) からなる。このうち小集落や孤立農場などを除く集落を以下に列記する。
- クルンメングラーベン
- モース
- エールベルク
- ロッテンブーフ
- シュマウツェンベルク
- シェーンベルク
- ゾルダー
- ヴァイハンガー

## 歴史

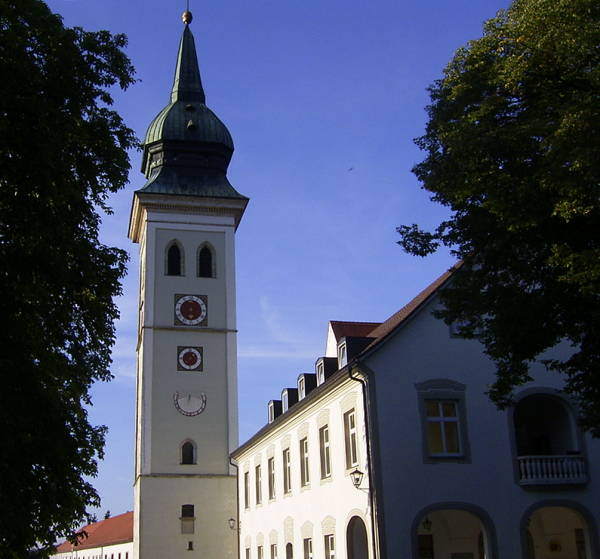
ロッテンブーフ修道院

町の名前 (Rottenbuch) は、Buchenrodung（Buche = ブナ、Rodung = 開墾地、すなわち「ブナの森の開墾地」）を意味する。これは、この町および修道院の設立期には、ここが開墾地であったことを示している。ロッテンブーフはロッテンブーフ修道院の所有であった。この修道院はヴェルフ4世によって創建された。この町はバイエルン選帝侯領の一部であり、修道院を本部とする閉鎖ホーフマルクを形成していた。1803年の帝国代表者会議主要決議に基づきこのホーフマルクは廃止された。バイエルンの行政改革に伴う1818年の市町村令により現在の自治体が成立した。

### 人口推移
- 1970年 1,386人
- 1987年 1,551人
- 2000年 1,739人

## 行政

### 町長
- 1984年 - 1996年: カール・エヒトラー
- 1996年 - 2014年: アンドレアス・ケラー
- 2014年 - : マルクス・バーダー

## 文化と見所

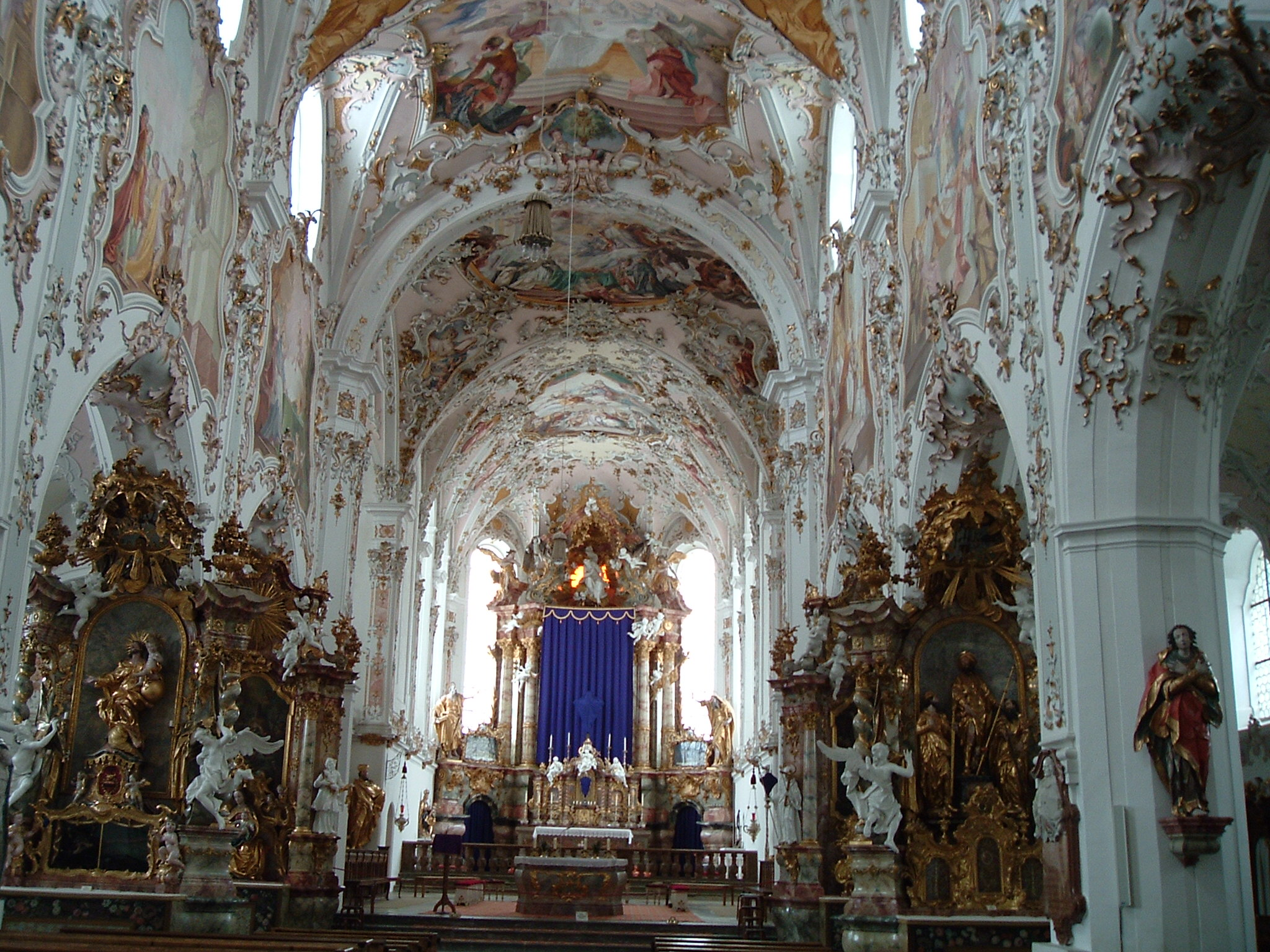
マリエ・ゲブルト修道院教会の内部

この町の最大の見所は、アウグスチノ会修道院である。この修道院は1073年にヴェルフ4世によって創設され、1803年に世俗化された。マリエ・ゲブルト修道院教会（マリア生誕修道院教会）、もともとロマネスク様式で1468年から1480年に建設された。内装はヨーゼフ・シュムーツァーとその息子フランツ＝クサヴァー・シュムーツァーでよるロココ様式である。上階のフレスコはマテウス・ギュンター作である。主祭壇はフランツ・クサヴァー・シュメットルの作品、北祭壇のマリア像はエラスムス・グラッサーの1443年の作品である。

### 年中行事
8月末から9月初めに、大規模な労役用馬市が開催される。野外での競りや仮設ビアホール営業が行われる。

## 経済と社会資本

### 教育
- 基礎課程学校 1校
- 幼児教育のための職業専門学校
- 社会教育学の専門アカデミー
- 生活困窮者救済のための学校

## 引用
1. ↑  https://www.statistikdaten.bayern.de/genesis/online?operation=result&code=12411-003r&leerzeilen=false&language=de Genesis-Online-Datenbank des Bayerischen Landesamtes für Statistik Tabelle 12411-003r Fortschreibung des Bevölkerungsstandes: Gemeinden, Stichtag (Einwohnerzahlen auf Grundlage des Zensus 2011)
2. ↑  Bayerische Landesbibliothek Online
3. ↑  Georg Paula, Stefanie Berg-Hobohm: Landkreis Weilheim-Schongau: Denkmäler in Bayern., Karl M Lipp Verlag München 2003, Band 1, p. 341
4. ↑  A. Stuhlfauth: Peiting und Schongau (Altenstadt) unten den Welfen (1050-1200), Historischer Verein von und für Oberbayern, München 1920, p. 3